# Kławdij Subbotin
Kławdij Pietrowicz Subbotin (ros. Клавдий Петрович Субботин, ur. 31 marca 1904 we wsi Sim (obecnie miasto) w guberni ufijskiej, zm. 21 lipca 1980 w Moskwie) – radziecki polityk, ludowy komisarz zapasów ZSRR (1941-1944).
Od września 1922 do lipca 1925 słuchacz fakultetu robotniczego w Swierdłowsku, później sekretarz komitetu Komsomołu, kierownik klubu fabryki maszyn rolniczych, sekretarz rejonowego komitetu Komsomołu, instruktor i kierownik wydziału organizacyjnego okręgowego oddziału związków zawodowych w Złatouście. Od 1926 w WKP(b), od września 1930 do listopada 1932 studiował w Instytucie Czerwonej Profesury, później propagandzista kulturowy fabrycznego komitetu KP(b)U w Stalino (obecnie Donieck), sekretarz organizacji WKP(b) w kopalni w obwodzie donieckim, od września 1935 do kwietnia 1937 studiował na wydziale ekonomicznym Instytutu Czerwonej Profesury. Od kwietnia do grudnia 1937 instruktor Wydziału Zarządzania Organami Partyjnymi KC WKP(b), od grudnia 1937 do czerwca 1938 kierownik Wydziału Komitetu Obwodowego WKP(b) w Woroneżu, od czerwca 1938 do sierpnia 1939 przewodniczący Komitetu Wykonawczego Rady Obwodowej w Woroneżu. Od sierpnia 1939 do kwietnia 1940 zastępca ludowego komisarza, od kwietnia 1940 do lipca 1941 I zastępca ludowego komisarza, a od 5 lipca 1941 do 2 września 1944 ludowy komisarz zapasów ZSRR.
Od września 1944 do stycznia 1946 ponownie zastępca ludowego komisarza zapasów, od stycznia 1946 do sierpnia 1952 przewodniczący Komitetu Wykonawczego Rady Obwodowej w Tule, od sierpnia 1952 do lipca 1954 zastępca przewodniczącego Zarządu Centralnego Związku Stowarzyszeń Spożywców ZSRR, od lipca 1954 do października 1956 szef Głównego Zarządu zaopatrzenia Centralnego Związku Stowarzyszeń Spożywców ZSRR, od października 1956 do sierpnia 1958 szef Głównego Zarządu Fundamentalnego Budownictwa tego związku. Od sierpnia 1958 do lipca 1959 w Głównym Zarządzie rezerw pracowniczych przy Radzie Ministrów ZSRR, od lipca 1959 do sierpnia 1968 szef Zarządu Zaopatrzenia Materiałowo-Technicznego Głównego Zarządu Edukacji Profesjonalno-Technicznej przy Radzie Ministrów ZSRR/Państwowego Komitetu ds. Edukacji Profesjonalno-Technicznej przy Radzie Ministrów ZSRR, następnie na emeryturze. Deputowany do Rady Najwyższej ZSRR 2 i 3 kadencji. Odznaczony Orderem Lenina i Orderem Wojny Ojczyźnianej I klasy.